# Civitas Conversano 1924
L'Unione Sportiva Conversano è una società calcistica italiana con sede nella città di Conversano. Fondata nel 1924, è stata la prima squadra di calcio a 11 nata a Conversano. Ha vinto il campionato dell'Italia libera 1944.
In seguito, la compagine è stata rifondata prima come A.C. Atletico Conversano e poi nel 2015 come U.S.D. Civitas Conversano 1924.

## Storia

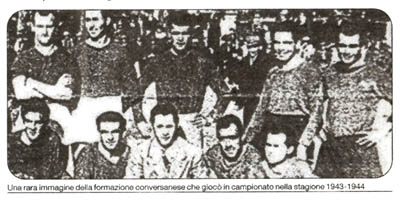
Formazione del Conversano 1943-1944

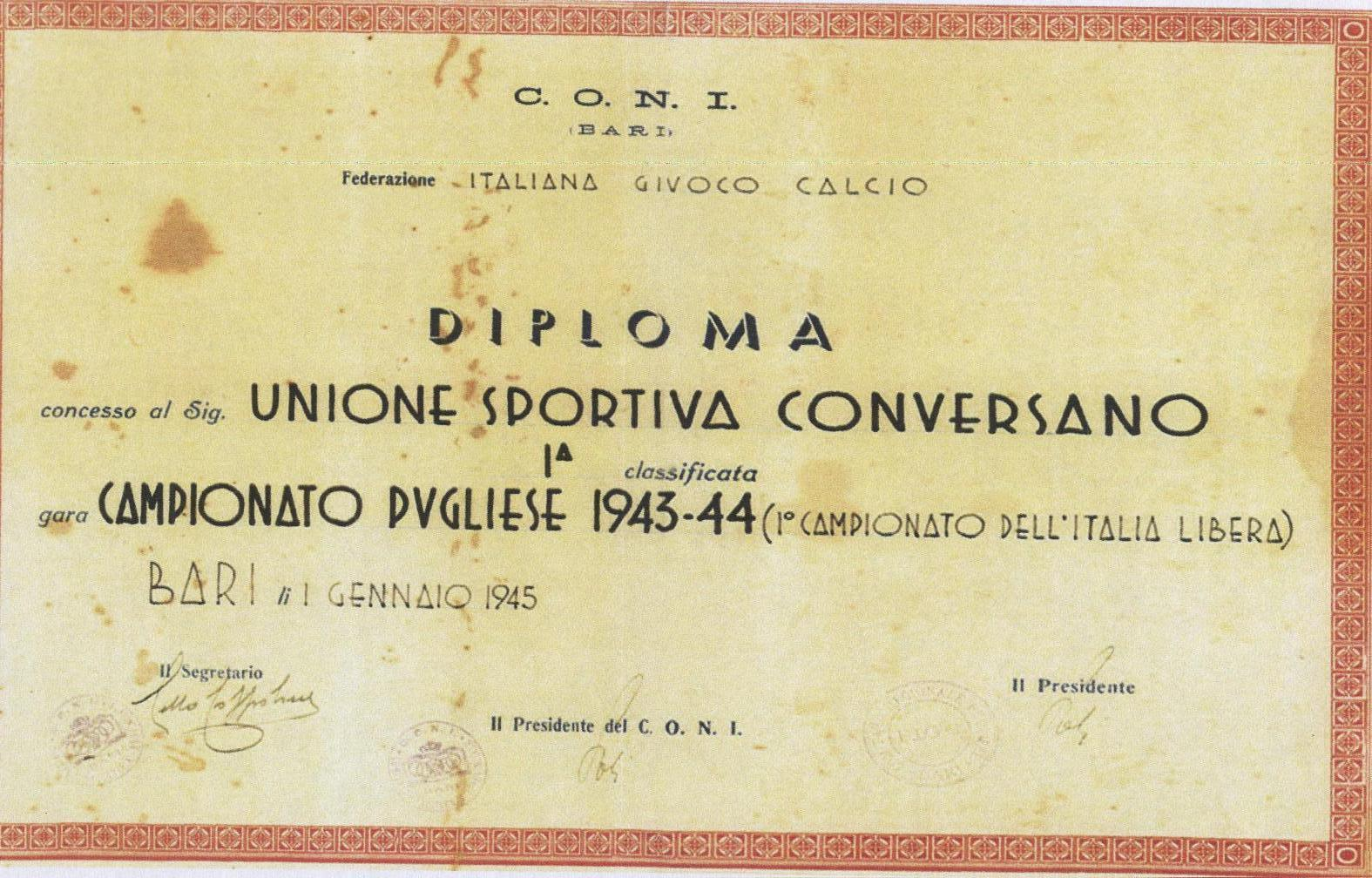
Il diploma assegnato al Conversano nel 1944.

### U.S. Conversano
L'Unione Sportiva Conversano venne fondata nel 1924. Nel 1944 si aggiudicò il campionato dell'Italia libera. Il campionato si decise con uno spareggio tra il Conversano e il Rutigliano: la gara di andata venne disputata a Rutigliano con la squadra di casa che vinse per 1-0 grazie a un calcio di rigore, con incidenti tra i tifosi a fine gara. La gara di ritorno a Conversano non fu disputata perché la formazione rutiglianese temette nuovi scontri fra le tifoserie, così che l'arbitro Pranzo assegnò la vittoria a tavolino per 2-0 al Conversano, che quindi vinse il campionato. Portiere di quella squadra era Leonardo Costagliola, noto come il Gatto magico, che avrebbe poi disputato alcune partite in nazionale. Nel 2009 il sindaco di Conversano avanzò alla FIGC la richiesta di assegnazione dello scudetto per la stagione 1943-1944, alla quale seguì l'istituzione di una commissione per valutare l'assegnazione di un riconoscimento. Il 9 febbraio 2010 il Consiglio Federale della FIGC ha bocciato la richiesta di riconoscimento dello scudetto bellico perché il campionato dell'Italia libera aveva connotati regionali e assegnato una targa di riconoscimento alla società per questa vittoria.

### A.C. Atletico Conversano
Dopo lo scioglimento dell'U.S. Conversano, venne rifondata una nuova società col nome di Associazione Calcistica Atletico Conversano, sempre coi colori sociali bianco-viola. Dopo aver partecipato al campionato di Promozione nella stagione 1991-1992, rimane inattiva tre stagioni, finché nel 1997 acquistò il titolo sportivo di Prima Categoria del Turi, venendo subito ripescato in Promozione per la stagione 1997-1998. Vinse il girone A di Promozione al termine della stagione 1998-1999, venendo promosso in Eccellenza. Disputò tre stagioni consecutive in Eccellenza, ottenendo come miglior posizionamento il quarto posto al termine della stagione 1999-2000, e retrocedendo in Promozione al termine della stagione 2001-2002. Dopo esser sceso in Prima Categoria, dopo un solo anno tornò in Promozione e nel 2006 cambiò denominazione in A.S.D. Atletico Conversano. Dopo alterne vicende societarie, culminate nell'organizzazione, da parte dell'emittente radiotelevisiva Telenorba, di un reality show attorno alle vicende della squadra nel 2005, nel 2007 il titolo sportivo venne trasferito a Casamassima in Prima Categoria.

### U.S.D. Civitas Conversano 1924
L'Unione Sportiva Dilettantistica Civitas Conversano 1924 nacque nell'agosto 2015 in memoria della storica squadra cittadina, acquistando il titolo sportivo del Football Carbonara e iscrivendosi al campionato di Prima Categoria nello stesso girone dell'altra compagine cittadina, l'A.S.D. Norba Calcio Conversano. In origine per la denominazione della società era stato scelto semplicemente "U.S.D. Conversano 1924" ma per motivi burocratici la FIGC aveva imposto un aggettivo da anteporre a Conversano, perciò la scelta ricadde su Civitas Conversano. Soprattutto per questo motivo l'amministrazione comunale acconsentì alla società di affiggere sulle maglie della squadra il logo del patrocinio della Città di Conversano. Dopo due stagioni in Prima Categoria, la squadra venne retrocessa in Seconda Categoria. In seguito alla retrocessione nella stagione 2022-2023 non si iscrive al campionato di Terza Categoria.

## Stemma
Lo stemma della società è di forma tondeggiante bordata d'oro e i colori principali sono il bianco e viola. La "C" rappresenta l'iniziale della città e racchiude al suo interno i simboli principali presenti nello stemma cittadino: la "Torre merlata sormontata dalla corona e i cinque dadi". Il tricolore e la stella dorata ricordano la vittoria del Campionato dell'Italia libera 1944.

## Palmarès

### Competizioni regionali
- Campionato dell'Italia libera 1944

- Promozione: 1

1998-1999 (girone A)